# Pierre Galopin
Pour les articles homonymes, voir Galopin.
Pierre Alphonse Galopin, né le 10 janvier 1932 à Clermont-Ferrand et assassiné le 4 avril 1975 à Zoui, est un officier français mort pour la France au Tibesti (Tchad), où il avait été envoyé comme négociateur à la suite de l'enlèvement de ressortissants européens, dont Françoise Claustre.

## Biographie
Saint-Cyrien de la promotion lieutenant-colonel Amilakvari (1954-1956), le commandant Pierre Xavier Galopin était un officier des troupes de marine, ancien méhariste et membre du SDECE, le service de renseignement militaire extérieur français. Il avait été détaché comme coopérant militaire français à la tête de la Garde nationale tchadienne, puis au sein des services de renseignements de l'ancienne colonie française. À ce titre, il a été accusé par des rebelles tchadiens de brutalité et d'être responsable d'un raid mortel pour des proches de Goukouni Oueddei, allégations demeurées, auprès de la presse internationale, sans aucun élément tangible pour les étayer. 
Envoyé comme émissaire auprès des chefs rebelles Hissène Habré et Goukouni Oueddei, dans l'affaire de la prise d'otage de l'ethnologue Françoise Claustre, il est enlevé à son tour le 4 août 1974.
En représailles au refus du gouvernement français de livrer des armes en échange des captifs, l'officier est pendu le 4 avril 1975 à quelque 15 kilomètres de Bardaï. Goukouni Oueddei et Hissène Habré participent à son exécution et sont surpris par son comportement, surtout son courage. Quand il est pendu, il s’est mis au garde-à-vous.

## Distinctions
- Chevalier de la Légion d'honneur
- Croix de guerre des Théâtres d'opérations extérieurs

## Source bibliographique
- Le Monde, 29 décembre 1984, article de Christian Millet

## Hommage
Dans son roman Des armes pour Khartoum (1981), Gérard de Villiers insère une dédicace : « en souvenir du commandant Pierre Galopin sacrifié à la raison d'État ».